# 마크 러시노비치

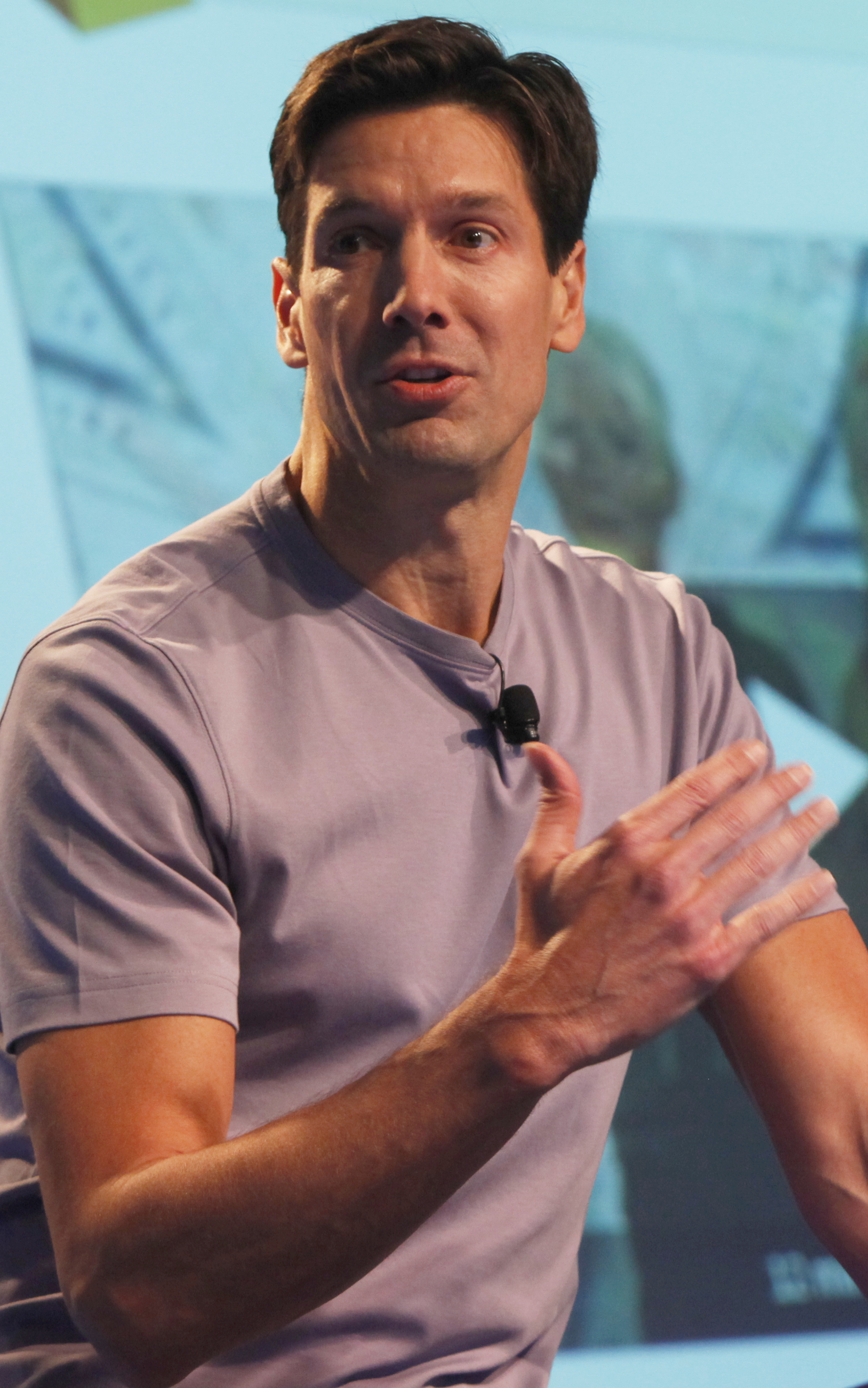

마크 러시노비치(Mark Russinovich, 1966년 경으로 태어난 것으로 추측~ )는 마이크로소프트를 위하여 기술 분야에서 일하는 소프트웨어 공학자이자 저자이다. 그는 "윈도우 2000 아키텍처"(Architecture of Windows 2000)라는 주제로 테크넷 매거진(Technet Magazine)과 윈도 IT 프로(Windows IT Pro) 잡지(이전의 Windows NT Magazine)에 공헌을 하였으며 Inside Windows 2000 제3판의 공저자이기도 하다. 러시노비치는 윈도우 NT, 윈도우 2000 커널 모드 프로그래머에 쓰이는 도구들과 도스용 NTFS 파일 시스템 드라이버를 위한 도구들을 많이 만들어내었다. 그는 윈도 전문가로도 널리 알려져 있다.

## 작품
서적
- 솔로몬, 데이비드; 마크 러시노비치 (2000년 9월 16일). 《Inside Microsoft Windows 2000》 (Thi)판. 마이크로소프트 프레스. ISBN 0-7356-1021-5.
- 러시노비치, 마크; 데이비드 솔로몬 (2004년 12월 8일). 《Microsoft Windows Internals》 (Four)판. 마이크로소프트 프레스. ISBN 0-7356-1917-4.
- 러시노비치, 마크; 데이비드 솔로몬, Alex Ionescu (2009년 6월 17일). 《Microsoft Windows Internals》 (Fif)판. 마이크로소프트 프레스. ISBN 0-7356-2530-1.

기사
- 러시노비치, 마크 (October 1997). “Inside NT's Object Manager”. Windows IT Pro. 2013년 5월 17일에 원본 문서에서 보존된 문서. 2010년 3월 1일에 확인함.
- 러시노비치, 마크 (December 1998). “NT vs.UNIX: Is One Substantially Better”. Windows IT Pro. 2007년 9월 27일에 원본 문서에서 보존된 문서. 2010년 3월 1일에 확인함.
- 러시노비치, 마크 (June 1999). “Inside Encrypting File System, Part 1”. Windows IT Pro. 2007년 10월 29일에 원본 문서에서 보존된 문서. 2010년 3월 1일에 확인함.

- 러시노비치, 마크 (February 2007). “Inside the Windows Vista Kernel: Part 1”. TechNet Magazine. 2008년 11월 18일에 원본 문서에서 보존된 문서. 2010년 3월 1일에 확인함.
- 러시노비치, 마크 (March 2007). “Inside the Windows Vista Kernel: Part 2”. TechNet Magazine. 2007년 3월 31일에 원본 문서에서 보존된 문서. 2010년 3월 1일에 확인함.
- 러시노비치, 마크 (April 2007). “Inside the Windows Vista Kernel: Part 3”. TechNet Magazine. 2008년 2월 4일에 원본 문서에서 보존된 문서. 2010년 3월 1일에 확인함.
- 러시노비치, 마크 (June 2007). “Inside Windows Vista User Account Control”. TechNet Magazine. 2008년 11월 18일에 원본 문서에서 보존된 문서. 2010년 3월 1일에 확인함.
- 러시노비치, 마크 (July 2009). “Inside Windows 7 User Account Control”. TechNet Magazine.

영상물
- 러시노비치, 마크 (2006년 11월). “Windows Vista Kernel Changes”. Microsoft TechEd IT Forum 2006.[깨진 링크(과거 내용 찾기)]
- 러시노비치, 마크 (2006년 11월). “Advanced Malware Cleaning”. Microsoft TechEd IT Forum 2006. 2007년 6월 30일에 원본 문서에서 보존된 문서. 2010년 3월 1일에 확인함.
- 러시노비치, 마크 (2006년 11월). “Advanced Windows Troubleshooting with Sysinternals Process Monitor”. Microsoft TechEd IT Forum 2006. 2007년 4월 9일에 원본 문서에서 보존된 문서. 2010년 3월 1일에 확인함.
- 러시노비치, 마크 (2006년 11월). “Windows Vista User Account Control Internals”. Microsoft TechEd IT Forum 2006. 2007년 3월 3일에 원본 문서에서 보존된 문서. 2010년 3월 1일에 확인함.